# Leonas Virginijus Papirtis
Leonas Virginijus Papirtis (* 24. Oktober 1949 in Gargždai) ist ein litauischer Jurist, Rechtsanwalt, Präsident der litauischen Anwaltskammer, ehemaliger Politiker (Vizeminister).

## Leben
Nach dem Abitur 1967 in Varėna  absolvierte Leonas Virginijus Papirtis das Diplomstudium der Rechtswissenschaft an der Rechtsfakultät der Universität Vilnius sowie von 1973 bis 1976 die Aspirantur an der Universität Moskau. 1977 promovierte er in Moskau zum Thema „Recht und Politik:  Beziehung und Zusammenwirkung“ und wurde Kandidat der Rechtswissenschaften. Bis  1983 war er Assistent, Hochschullehrer und Oberhochschullehrer an der Rechtsfakultät in Vilnius.
Von 1984 bis 1990 leitete er das Rechtsamt der sowjetlitauischen Behörde für Luftfahrt. Von 1990 bis 1991 war er Leiter der Unterabteilung des Instituts für Recht des Philosophie, Soziologie und Recht der Lietuvos mokslų akademija, von 1991 bis 1994 Leiter der Unterabteilung des Litauischen Außenministeriums, Berater und danach stellvertretender Außenminister. 
1995 wurde Leonas Virginijus Papirtis zum Rechtsanwalt zugelassen. Papirtis gründete eigene Anwaltskanzlei und seitdem ist er in der Leonas-Virginijus-Papirtis-Anwaltskanzlei tätig. Sein Tätigkeitsschwerpunkt ist Strafrecht. Eine vorübergehende internationale Bekanntheit erlangte Papirtis 2004, als er die Verteidigung von Bertrand Cantat in dessen Prozess wegen Totschlags, begangen an der Schauspielerin Marie Trintignant (1962–2003), übernahm.
Seit 17. April 2008 leitet Papirtis die Anwaltskammer Litauens (sein Vorgänger war Rimas Andrikis). Als Dozent lehrt er am Institut für Ziviljustiz der Mykolo Romerio universitetas.
Papirtis ist Vorstandsmitglied des Litauischen Juristenvereins,
Mitglied im Redaktionskollegium der juristischen Fachzeitschrift „Justitia“, Leiter des Redaktionskollegiums des Magazins „Lietuvos advokatūra“, Ratsmitglied von  Lietuvos žmogaus teisių centras.